# Bénou
Pour l'astéroïde nommé d'après la présente divinité, voir (101955) Bénou.
Bénou, dans la mythologie égyptienne, est l'oiseau représentant l'âme – le bâ – de Rê qui le précède dans la barque solaire. Comme Rê, l'oiseau Bénou était adoré à Héliopolis où on le trouve également lié à Atoum, le dieu du soleil couchant. Le livre des morts dit : « Je suis l'Oiseau Bénou, l'Âme/cœur de Rê, le Guide des Dieux vers la Douât ».
Il est associé à la crue du Nil, à la résurrection et au Soleil. On l'associe également à la planète Vénus, celle qui fait traverser l'oiseau Bénou. Du fait de sa relation à la création et au renouveau, il est relié au calendrier. Le temple de Bénou était réputé pour les systèmes de comptage du temps qu'il abritait.
Parmi ses titres on trouve, « celui qui est venu à l'existence par lui-même », ou « seigneur des Jubilés ».
Durant l'Ancien Empire, le Bénou est représenté sous l'apparence d'une bergeronnette printanière couronnée de l'Atef - coiffure d'Osiris - ou du disque solaire. À partir du Nouvel Empire, il prend l'apparence d'un héron cendré, parfois d'un héron pourpré. En de rares occurrences, il apparaît comme un homme à tête de héron vêtu de bleu ou de blanc et portant un long manteau transparent.
Selon le mythe, le Bénou s'était créé de lui-même à partir d'un feu consumant l'un des arbres situés dans une des enceintes du temple de Rê. D'après une autre version, il avait jailli du cœur même d'Osiris. Il vivait sur la pierre benben ou sur le saule sacré d'Héliopolis. Le mythe le plus répandu fait du Bénou un oiseau mystérieux, qui n'apparaît aux hommes que tous les cinq cents ans à Héliopolis à l'occasion de sa mort et de sa résurrection qui marque ainsi le cycle du temps.
Pour les Grecs, il devient le Phénix (phoinix) dont le nom vient peut-être du verbe égyptien wbn qui signifie « briller », « étinceler » et « naître » concernant le Soleil.
Une espèce de grand héron, maintenant éteinte, se trouvait jusqu'à une époque relativement récente en péninsule arabique. Il se peut qu'elle ait été à l'origine du Bénou, et de ce fait fut appelée Ardea bennuides.